# Матей Гика
Матей Гика е влашки и молдовски владетел. Син на Григоре I Гика и Зои Манос. Наследява баща си начело на княжество Влахия след смъртта му. Управлението му е сравнително добре документирано от една анонимна хроника от края на XVIII век. Последователно е господар на Влахия и Молдова.
Останал в народната памет като търговец на благороднически титли, понеже титуловал 30 столници, 20 пахарници и 50 сердари. Във външната си ориентация поддържа добри отношения с Руската империя и Свещената Римска империя, което буди подозрението на султан Осман III и от края на февруари 1756 г. Матей Гика е изпратен в изгнание. 